# Мурсалим
Мурсалим (каз. Мүрсәлім) — село в Аксуатском районе Абайской области Казахстана. Входит в состав Кокжиринского сельского округа. Код КАТО — 635845500.

## Население
В 1999 году население села составляло 97 человек (46 мужчин и 51 женщина). По данным переписи 2009 года, в селе проживало 96 человек (48 мужчин и 48 женщин).